# Адонис, Стивенсон
Сти́венсон Адо́нис, более известный как Адонис Стивенсон (англ. Adonis Stevenson; род. 22 сентября 1977, Порт-о-Пренс, Гаити) — канадский боксёр-профессионал, выступавший в полутяжёлой и второй средней весовых категориях. Линейный чемпион мира (2013—2018), чемпион мира по версиям WBC (2013—2018) и The Ring (2013—2015) в полутяжёлом весе. «Боксёр года» по версии журнала The Ring (2013). Лучший боксёр Канады среди любителей (2005—2006). 
Провел девять успешных защит титула чемпиона мира в полутяжёлом весе. В 2018 году был вынужден завершить карьеру из-за последствий травмы мозга, полученной в ходе поединка с Александром Гвоздиком.

## Биография
Стивенсон Адонис родился 22 сентября 1977 года в городе Порт-о-Пренс на острове Гаити. В детстве вмесете с семьёй переехал в Канаду. В возрасте 21 года попал в тюрьму, по обвинению в сутенёрстве и нападении при отягчающих обстоятельствах. Адонис работал сутенёром в Монреале и был пойман, когда силой заставлял двух девушек заниматься проституцией, избивая их длительное время. Одна из девушек сумела бежать, обратившись в полицию — в результате, Стивенсон получил 4 года тюрьмы. Уже отбывая наказание, Адонис получил дополнительный срок вновь — за драку, и снова при отягчающих обстоятельствах. В тюрьме Стивенсон начал серьёзно заниматься боксом, и отсидев положенный срок, начал любительскую карьеру.

## Любительская карьера
У Стивенсона была короткая, но успешная любительская карьера в боксе. Провёл 38 поединков, в 33 одержал победу.
В 2003 году участвовал в чемпионате Канады в Монреале, где уступил по очкам соотечественнику Жану Паскалю.
В 2004 году стал чемпионом провинции Квебек. В 2005—2006 году признавался лучшим боксёром Канады.
В 2006 году в Австралии на Играх содружества взял серебряную медаль, проиграв в финале австралийцу Джерроду Флетчеру.

## Профессиональная карьера
На профессиональном ринге дебютировал в сентябре 2006 года во второй средней весовой категории.

### Второй средний вес
В декабре 2007 года завоевал титул чемпиона Канады.
В 2008 году завоевал титул чемпиона Центральной Америки по версии WBC.
29 сентября 2009 года завоевал вакантный титул интернационального чемпиона мира по версии WBC.

#### Бой с Дарнеллом Буном 1
В 2010 году в рейтинговом бою проиграл техническим нокаутом во втором раунде джорнимену Дарнеллу Буну. Стивенсон хорошо провёл первый раунд, дважды отправляя в нокдаун Буна, но во втором раунде был пойман встречной атакой Буна.
После поражения стал выходить против опытных боксёров и побеждал их всех нокаутом В эти годы тренировался под руководством известного тренера, Эмануэля Стюарда.

#### Претендентский бой с Доном Джорджем
К 2012 году завоевал статус обязательного претендента на титул чемпиона мира по версии IBF во втором среднем весе, но не вышел на чемпионский бой, а перешёл в полутяжёлую весовую категорию.

### Полутяжёлый вес

#### Бой с Дарнеллом Буном 2
22 марта 2013 года взял реванш за единственное поражение, нокаутировал Дарнелла Буна в 6-м раунде.

#### Чемпионский бой с Чадом Доусоном
8 июня 2013 года встретился с Чадом Доусоном. В конце первой минуты первого раунда Доусон попытался нанести правый хук, но пропустил встречный левый хук Стивенсона в висок. Доусон упал на помост, смог подняться на счёт рефери, но не восстановил координацию движений. Рефери принял решение остановить бой. Для Доусона это стало вторым подряд досрочным поражением в профессиональной карьера. Данный нокаут был признан «Нокаутом года» по версии журнала Ринг. Стивенсон стал новым чемпионом мира по версии WBC и The Ring в полутяжёлом весе
.

#### Бой с Таворисом Клаудом
28 сентября 2013 года в первой защите титула встретился с бывшим чемпионом мира, американцем Таворисом Клаудом. Канадец весь бой избивал претендента, и в перерыве между 7-м и 8-м раундами, угол Клауда снял своего боксёра с боя. Клауд потерпел первое досрочное поражение, а Стивенсон успешно защитил чемпионский пояс на глазах у местной публики.

#### Бой с Тони Белью
30 ноября 2013 года во второй защите титула встретился с обязательным претендентом, британцем, Тони Белью. Адонис полностью контролировал ход поединка, действовал первым номером, и мало пропускал ударов. выиграв первые 5 раундов, в 6-м раунде провёл затяжную атаку, и загнав Белью в угол, вынудил рефери прекратить поединок. Стивенсон вновь убедительно победил.
В феврале 2014 года Адонис Стивенсон подписал контракт с менеджером Элом Хэймоном.

#### Бой с Анджеем Фонфарой
24 мая 2014 года, Стивенсон в третьей защите титулов встретился с 26-летним поляком Анджеем Фонфарой. Уже в первом раунде Фонфара побывал в нокдауне после удара Стивенсона слева, однако не был сильно потрясён и сумел продолжить бой. Во втором раунде Фонфара полностью восстановился и уже сам нанёс несколько хороших ударов. Далее бой проходил в среднем темпе, Фонфара преимущественно шёл вперёд, а Стивенсон работал на контратаках и выглядел немного лучше. В пятом раунде Стивенсон нанёс сильный удар слева в печень, после которого Фонфаре вновь был отсчитан нокдаун. Между тем поляк продолжал идти вперёд и в девятом раунде уже сам отправил Стивенсона в нокдаун тяжёлым ударом справа. Далее бой проходил с переменным успехом и по итогам двенадцати раундов судьи отдали победу Стивенсону со счётом 115—110 дважды и 116—109. Фонфара стал первым из последних тринадцати соперников, которых побеждал Адонис, который продержался всю дистанцию боя.

#### Бой с Дмитрием Сухотским
19 декабря 2014 года в Квебеке провёл титульный бой против Дмитрия Сухотского (22-2). На протяжении боя Адонис владел преимуществом. Во втором раунде канадец толчком отправил Сухотского на канвас, но рефери открыл счёт. В пятом раунде Стивенсон дважды послал россиянина в нокдаун, а затем левым боковым в челюсть отправил его в тяжёлый нокаут.

#### Бой с Сакио Бикой
4 апреля 2015 года встретился с экс-чемпионом мира во втором среднем весе Сакио Бикой.Бика создал очень малое количество моментов по ходу боя, и только лишь в 12 раунде ему удалось выглядеть конкурентно на фоне действующего чемпиона. Что касается Стивенсона, то он уверенно себя чувствовал по ходу поединка, однако временами начинал действовать однообразно и допускал небрежности в защите. Канадец сумел дважды отправить соперника на настил, хотя первый нокдаун был спорным. Судейские записки оказались ближе, чем можно было ожидать: 116—110, 115—111 и 115—110.

#### Бой с Томми Карпенси
11 сентября 2015 года встретился с Томми Карпенси. В конце второго раунда Стивенсон отправил Карпенси в нокдаун, а в самом начале третьего продолжил атаки и одержал досрочную победу.

#### Лишение титулаThe Ring
23 ноября 2015 года был лишён титула чемпиона мира в полутяжёлом весе по версии журнала The Ring. Причиной стало то, что Адонис на протяжении двух лет не проводил бои с соперниками из топ-5 рейтинга. Пояс объявлен вакантным.

#### Бой с Томасом Уильямсом младшим
29 июля 2016 года встретился с Томасом Уильямсом младшим. В первом раунде Стивенсон отправил соперника в нокдаун. В четвёртом раунде Уильямс второй раз оказался на настиле ринга и не сумел подняться до окончания счёта.

#### Бой с Анджеем Фонфарой 2
Фонфара сразу же принялся пропускать практически все удары чемпиона слева. Уже в первом раунде Анджей оказался на настиле и с превеликим трудом выдержал свирепую атаку Адониса перед гонгом. Во второй трёхминутке Стивенсон продолжил сотрясать голову поляка разящими попаданиями. Фонфара выглядел абсолютно беспомощным, неумолимо приближаясь к нокауту, но рефери спас его от тяжёлого поражения и вмешался, прекратив избиение. ТКО.

#### Несостоявшийся бой с Элейдером Альваресом
В конце февраля 2017 года Всемирный боксёрский совет (WBC) санкционировал поединок чемпиона мира по версии WBC в полутяжёлом весе Адониса Стивенсона против обязательного претендента на титул чемпиона мира 32-летнего колумбийца Элейдера Альвареса (22-0, 11 КО). Но бой так и не состоялся. Вместо этого 4 августа 2018 года Элейдер Альварес завоевал титул чемпиона мира по версии WBO победив нокаутом Сергея Ковалёва (32-2-1, 28 KO).

#### Бой с Александром Гвоздиком
В начале поединка Адонис попытался навязать оппоненту свой темп. Два первых раунда канадский боксёр смотрелся лучше своего соперника. С первых секунд третьего раунда Стивенсон пошёл в атаку, пропустив встречный удар от Александра канадец упал на канвас, быстро поднявшись, но рефери не открыл счет. В дальнейшем поединок проходил с обоюдно острыми атаками с небольшим перевесом украинца. В первом из трёх чемпионских раундов Адонис точным ударом чуть было не отправил Александра в нокдаун, лишь канаты удержали спортсмена от падения, канадский рефери снова не стал отсчитывать секунды, позволив Адонису развить свою атаку, Александр сумел спастись благодаря клинчам. В одиннадцатом раунде Гвоздик сумел переломить ход боя, и отправил Стивенсона в глубокий нокаут.

## Таблица боёв
В таблице перечислены результаты всех поединков боксёров.
В каждой строке указан результат поединка. Дополнительно номер поединка обозначен цветом, который обозначает итог поединка. Расшифровка обозначений и цветов представлена в нижеследующей таблице.
| Пример | Расшифровка                     |
| ------ | ------------------------------- |
|        | Победа                          |
|        | Ничья                           |
|        | Поражение                       |
|        | Планируемый поединок            |
|        | Поединок признан несостоявшимся |
| КО     | Нокаут                          |
| ТКО    | Технический нокаут              |
| PTS    | Решение судей (по очкам)        |
| UD     | Единогласное решение судей      |
| MD     | Решение большинства судей       |
| SD     | Раздельное решение судей        |
| RTD    | Отказ от продолжения боя        |
| DQ     | Дисквалификация                 |
| NC     | Поединок признан несостоявшимся |

| Результат                 | Соперник             | Показатели соперника | Тип | Раунд, Время  | Дата             | Место боя                | Комментарии |
| ------------------------- | -------------------- | -------------------- | --- | ------------- | ---------------- | ------------------------ | --- |
| 29-2-1                    | Александр Гвоздик    | 15-0                 | KO  | 11 (12), 1:37 | 1 декабря 2018   | Монреаль, Канада         | 10-я защита титула чемпиона мира по версии WBC в полутяжёлом весе. |
| 29-1-1                    | Баду Джек            | 22-1-2               | MD  | 12            | 19 мая 2018      | Торонто, Канада          | 9-я защита титула чемпиона мира по версии WBC в полутяжёлом весе. Счёт: 114-114, 113-115, 114-114.                                                                                    |
| 29-1                      | Анджей Фонфара       | 29-4                 | TKO | 2 (12), 0:28  | 3 июня 2017      | Монреаль, Канада         | 8-я защита титула чемпиона мира по версии WBC в полутяжёлом весе. |
| 28-1                      | Томас Уильямс мл.    | 20-1                 | KO  | 4 (12), 2:54  | 29 июля 2016     | Квебек-Сити, Канада      | 7-я защита титула чемпиона мира по версии WBC в полутяжёлом весе. |
| 27-1                      | Томми Карпенси       | 25-4-1               | TKO | 3 (12), 0:21  | 11 сентября 2015 | Торонто, Канада          | 6-я защита титулов чемпиона мира по версии WBC и The Ring в полутяжёлом весе. |
| 26-1                      | Сакио Бика           | 32-6-3               | UD  | 12            | 4 апреля 2015    | Монреаль, Канада         | 5-я защита титулов чемпиона мира по версии WBC и The Ring в полутяжёлом весе. Счёт: 115-111, 116-110, 115-110.                                                                        |
| 25-1                      | Дмитрий Сухотский    | 22-2                 | KO  | 5 (12), 2:42  | 19 декабря 2014  | Квебек-Сити, Канада      | 4-я защита титула чемпиона мира по версии WBC. Сухотский в нокдауне во 2 и дважды в 5 раундах.                                                                                        |
| 24-1                      | Анджей Фонфара       | 25-2                 | UD  | 12            | 24 мая 2014      | Монреаль, Канада         | 3-я защита титулов чемпиона мира по версиям WBC и The Ring в полутяжёлом весе. Счёт: 115-110, 115-110, 116-109. Фонфара в нокдаунах в 1 и 5 раундах, Стивенсон в нокдауне в 9 раунде. |
| 23-1                      | Тони Белью           | 20-1-1               | TKO | 6 (12), 1:50  | 30 ноября 2013   | Квебек-Сити, Канада      | 2-я защита титулов чемпиона мира по версиям WBC и The Ring в полутяжёлом весе. |
| 22-1                      | Таворис Клауд        | 24-1                 | RTD | 7 (12), 3:00  | 28 сентября 2013 | Монреаль, Канада         | 1-я защита титулов чемпиона мира по версиям WBC и The Ring в полутяжёлом весе. |
| 21-1                      | Чэд Доусон           | 31-2-0-2             | KO  | 1 (12), 0:58  | 8 июня 2013      | Монреаль, Канада         | Завоевал титулы чемпиона мира по версиям WBC и The Ring в полутяжёлом весе. (первый титул чемпиона мира в карьере Стивенсона).                                                        |
| 20-1                      | Дарнелл Бун          | 19-20-3              | KO  | 6 (10), 2:43  | 22 марта 2013    | Монреаль, Канада         | |
| перешёл в полутяжёлый вес |                      |                      |     |               |                  |                          | |
| 19-1                      | Донован Джордж       | 23-2-1               | TKO | 12 (12), 0:55 | 12 октября 2012  | Монреаль, Канада         | Претендентский бой на титул IBF во втором среднем весе. |
| 18-1                      | Ноэ Гонсалес Алькоба | 28-1                 | TKO | 2 (12), 1:50  | 20 апреля 2012   | Монреаль, Канада         | Завоевал титул WBC Silver во втором среднем весе. |
| 17-1                      | Хесус Гонсалес       | 27-1                 | KO  | 1 (12), 1:39  | 18 февраля 2012  | Монреаль, Канада         | Завоевал вакантный титул IBF Inter-Continental во втором среднем весе. |
| 16-1                      | Аарон Прайор-мл.     | 16-4                 | TKO | 9 (12), 0:43  | 10 декабря 2011  | Монреаль, Канада         | Завоевал титулы NABA и WBO NABO во втором среднем весе. |
| 15-1                      | Шуджа Эль-Амин       | 11-1                 | KO  | 1 (8), 1:57   | 7 сентября 2011  | Лас-Вегас, США           | |
| 14-1                      | Дерек Эдвардс        | 25-1                 | KO  | 3 (10), 1:38  | 8 апреля 2011    | Монреаль, Канада         | Завоевал титул NABA во втором среднем весе. |
| 13-1                      | Дарнелл Бун          | 16-15-2              | TKO | 2 (8), 0:17   | 16 апреля 2010   | Солсбери (Мэриленд), США | |